# 충신 이복남 정려
충신 이복남 정려(忠臣 李福男 旌閭)는 조선 중기의 무신이자 임진왜란 때의 장수 충장공 이복남(李福男, 1555 ~ 1597)의 충신 정려문으로, 충청북도 충주시 주덕읍 당우리 521-1에 소재해 있다. 조선 인조 때 이후부터 그가 시호를 받는 1715년(숙종 41년) 사이에 건립된 것으로, 정확한 설치 시점은 알 수 없다. 원래 제천시 봉양면에 있던 것을 허물어져서 돌보는 이가 없자, 1987년 11월 후손에 의해 중원군 주덕면(현, 충주시 주덕읍)으로 옮긴 것이다. 충신문 판갈이 설치된 내부에는 작은 사당이 있다.

## 같이 보기
- 이복남
- 임진왜란
- 웅치 전투
- 남원성 전투
- 남원 충렬사
- 만인의총